# 피라냐
피라냐(포르투갈어: piranha, 스페인어: piraña) 또는 피라니아는 남아메리카에 사는 육식성 민물고기이다. 겉모습이 파쿠와 비슷해 혼동할 수 있다. 종종 아랫이빨이 매우 큰 카쇼로라는 육식어종이 이 피라니아과와 혼동되기도 하나 같은 목이지만 엄연히 다른 어종이다.
- Catoprion
- Pristobrycon
- Pygocentrus
- Pygopristis
- Serrasalmus
- †Megapiranha

## 생태
물고기는 물론 큰 포유동물들도 잡아먹는다. 유럽인들이 피라냐에 대해서 알게 된 이유도 16세기 에스파냐 침략자들이 남아메리카 여행을 하면서 말을 백골로 만들어버릴 정도로 왕성한 피라냐의 식성에 공포를 느꼈기 때문이다. 하지만 중부아메리카와 남아메리카의 원주민인 인디오들에게 피라냐는 식량으로 이용된다. 보통 15 ~ 30 cm가량 자라고 단체생활을 한다. 아마존강, 파라과이강, 가이아나 등지에 서식하는데, 방류가 금지되어 있다. 또 피라냐는 원주민들 말로 이빨이 있는 물고기란 뜻이다. 피라냐는 약 30여종이 있는데 떼를 지어다니는 종류는 많지 않고 대부분의 종류가 단독생활을 한다. 피라냐는 세라살무스 계열과 파이고 계열로 나뉜다. 세라살무스계열의 대표적인 종류는 블랙피라냐가 있고 파이고계열의 대표적인 종류는 나테리피라냐가 있다.

## 식성
피라냐는 야생에서 어류, 파충류, 포유류 등의 동물들을 가리지 않고 먹는다. 이들은 동족 또한 포식하는데 무리중에 병들거나 약한 개체가 있을 경우 본능적으로 뜯어먹는다. 관상어로도 기르는데, 이때는 닭고기 등의 육식을 먹이로 준다. 예민한 물고기이기 때문에 자극하는 것은 좋지 않다. 겁이 많아 잘 돌아다니지 않기 때문이다. 단독생활을 하는 종이 아니라면 1~2마리만 기르는 것은 권장하지 않는다.

## 이름의 유래
피라냐라는 이름은 투피과라니어파 언어에서 ‘물고기’를 뜻하는 ‘pirá’와 ‘이빨’을 뜻하는 ‘sanha’ 또는 ‘ranha’에서 첫 자음에 탈락한 형태 ‘-anha’가 결합된 것, 또는 투피어족 언어에서 각각 ‘물고기’와 ‘자르다’를 뜻하는 ‘pirá’와 ‘ánha’가 결합되어 만들어진 것으로 보인다. 그 발음은 /pʰiɻanʲjə/(또는 /pʰɻanʲjə/), /pʰiɻaʲɲə/, /pʰiɻanʲə/ 등이다.

## 한국
한국에서는 주로 애완동물로 길러진다. 2015년 7월에 강원도에서 파쿠와 같이 출몰한 적이 있으며, 큰 소동이 일었다. 환경부는 피라냐, 레드파쿠 등 열대어 일부 종과 기타 애완동물 일부를 위해 우려종으로 지정하였으며, 관상용으로 제재없이 수입이 가능하던 이들은 앞으로 수입에 제한 조건이 붙게 된다. 위해 우려종으로 지정된 생물을 국내에 수입·반입하려면 반드시 반입 목적과 관리 시설의 적격 여부 등을 승인받아야 한다.

## 같이 보기
- 교상 (외상)

## 참조
1. ↑  하지만 종에 따라 크게는 50cm까지 성장하는 종이 있고 단독생활을 하는 종도 있다.
2. ↑  “"피라냐, 이젠 맘대로 수입 못한다..'위해 우려종' 7종 지정" 환경TV”. 2016년 9월 19일에 원본 문서에서 보존된 문서. 2016년 1월 20일에 확인함.